# Gilberto dos Santos
Gilberto dos Santos (Curitiba, Brasil; 27 de agosto de 1975), conocido simplemente como Gilberto (en árabe: جيلبرتو‎), es un exfutbolista del Líbano nacido en Brasil que jugaba en la posición de delantero.

## Carrera

### Club
| Periodo   | Club                  |
| --------- | --------------------- |
| 2000      | EC Paraguaçuense      |
| 2000–2002 | Akhaa Ahli Aley FC    |
| 2002–2007 | Nejmeh SC             |
| 2007–2008 | Msida Saint-Joseph FC |
| 2008      | Chapecoense           |

### Selección nacional
Jugó para Líbano en 12 ocasiones de 2000 a 2001 y anotó siete goles; y participó en la Copa Asiática 2000.

## Logros
- Liga Premier de Líbano: 2

2003/04, 2004/05
- Supercopa de Líbano: 3

2002, 2004, 2008